# 朗瓦利 (新澤西州)
朗瓦利（英語：Long Valley）是位於美國新澤西州摩里斯縣的普查規定居民點。

## 人口
根據2020年美國人口普查的數據，朗瓦利的面積為11.97平方千米，當中陸地面積為11.83平方千米，而水域面積為0.14平方千米。當地共有人口1827人，而人口密度為每平方千米152.63人。